# Atom Egoyan
Atom Egoyan (* 19. červenec 1960, Káhira) je kanadský režisér, scenárista, producent a herec arménského původu narozený v Egyptě.
Oba jeho rodiče byli egyptští Arménii a oba byli také malíři, kteří emigrovali do Kanady. Roku 1982 absolvoval na Torontské univerzitě, v oborech mezinárodní vztahy a hudba. Již na univerzitě natočil několik krátkých filmů. Celovečerní režijní debut zažil roku 1984 s filmem Next of Kin. Jeho první nezávislé snímky uspěly na Sundance. Později točil i v Hollywoodu.
Drama Světlé zítřky (The Sweet Hereafter) z roku 1997 bylo nominováno na Oscara za režii a scénář a získalo Velkou cenu v Cannes. Erotický příběh Exotica byl rovněž oceněn v Cannes. Největší kasovním úspěchem byl erotický thriller Chloe z roku 2009. Své arménské kořeny ohledával ve filmu Kalendář (Calendar) z roku 1993, k němuž napsal i scénář a ztvárnil hlavní roli. Film pojednává o kanadském fotografovi, který odjíždí do Arménie, aby nafotil tamní kostely pro nový kalendář. O arménské tematice pojednává rovněž film Ararat z roku 2002, který se věnuje arménské genocidě z roku 1915, sledováním osudů muže, který ji přežil, a jímž byl známý expresionistický malíř Arshile Gorky. Snímek získal v Kanadě pět cen Genie.

## Vyznamenání
- důstojník Řádu Kanady – 15. dubna 1999[3]
- Medaile zlatého výročí královny Alžběty II. – 2002[4]
- Medaile diamantového výročí královny Alžběty II. – 2012[5]
- společník Řádu Kanady – 9. listopadu 2015[6]